# Терменево
Терменево (баш. Тирмән) — село в Салаватском районе Башкортостана, административный центр Терменевского сельсовета.

## Географическое положение
Расстояние до:
- районного центра (Малояз): 60 км.,
- ближайшей ж/д станции (Мурсалимкино): 10 км.

## Население
| 2002 | 2009 | 2010 |
| ---- | ---- | ---- |
| 950  | ↗974 | ↘774 |

Национальный состав
Согласно переписи 2002 года, преобладающая национальность — башкиры (98 %).

## Религия
В селе есть мечеть.

## Известные уроженцы
- Зарипов, Габидулла Гиндуллович (1961—2001) — башкирский поэт[5][6].
- Сафуан Алибай (1941—2014) — башкирский поэт, детский писатель, журналист[7][8].